# Ingestre
Ingestre – wieś w Anglii, w hrabstwie Staffordshire, w dystrykcie Lichfield. Leży 6 km na wschód od miasta Stafford i 196 km na północny zachód od Londynu.